# Bescarán

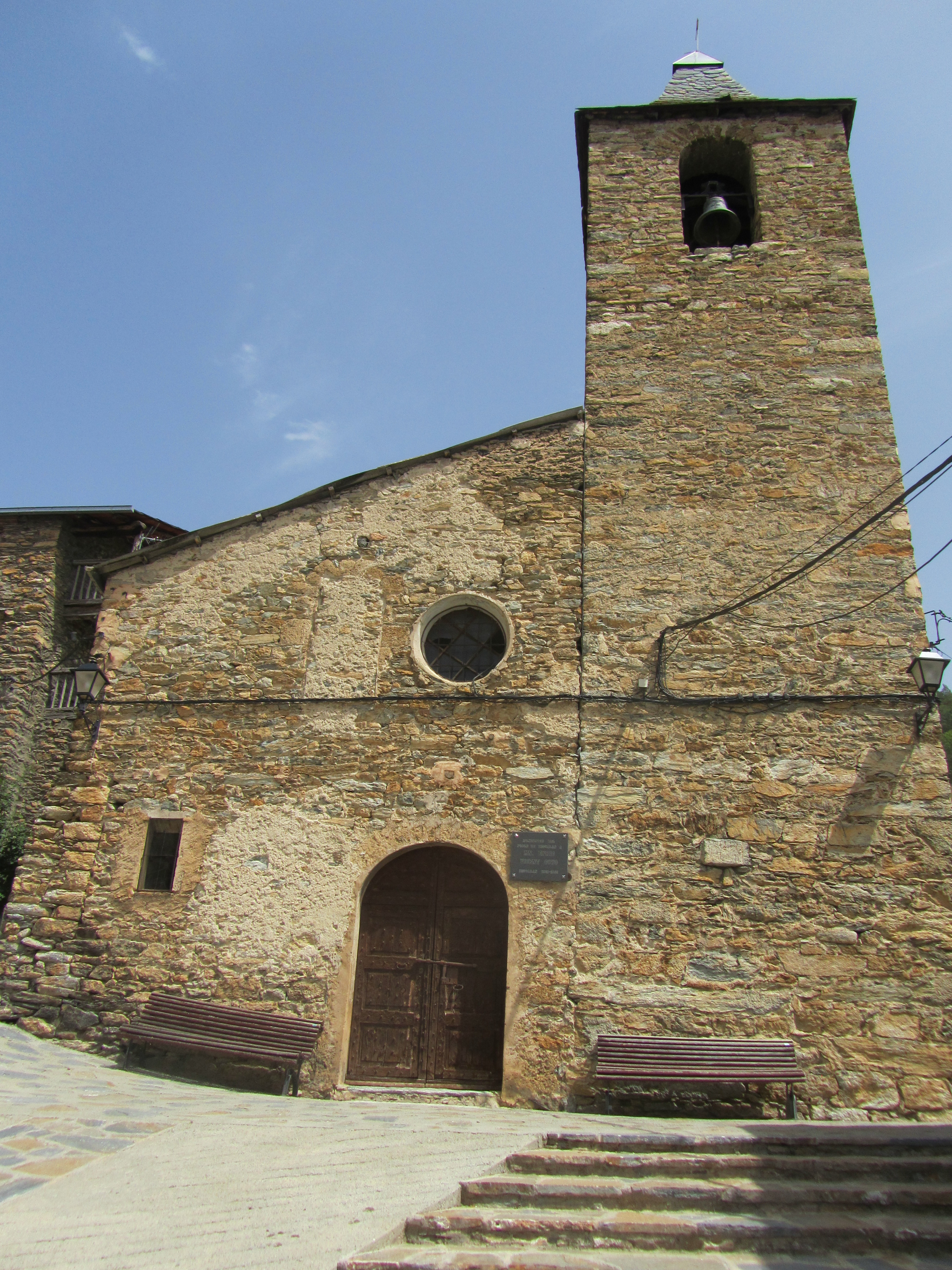
Iglesia parroquial de Bescarán

Bescarán (en catalán: Bescaran) es una entidad de población y entidad municipal descentralizada del municipio de Valles del Valira, en la comarca del Alto Urgel en la provincia de Lérida.
El pueblo se sitúa más arriba de la población de Estamariu, en la vertiente de poniente del cerro de Coll de Midós, cerca del valle del río de Bescarán, con grandes panorámicas de la Plana de la Seu y la sierra del Cadí. Un ramal de la carretera N-260 es su principal vía de comunicación.

## Historia
El nombre de Bescarán es anterior a la época romana. Consta escrito como «Vila de Bescarán» en el acta de consagración de la catedral de Santa María de Urgel.
Fue propiedad, con todo el término y sus pertenencias, del obispo de Urgel, a raíz de la donación que hizo el conde Borrell II, hasta la desamortización. A partir del siglo XIII, con motivo de desavenencias entre el obispado y los vizcondes de Castellbó, Arnau I de Castellbó hizo derribar el castillo que existía en Bescarán. En 1278, en virtud del convenio de los «pariatges», el conde de Foix, como vizconde de Castellbó, renunció a reclamar el castillo. Fue municipio independiente hasta el año 1970 cuando se agregó a los términos de Anserall, Ars, Arcavell y Civís y formó los Valles del Valira.

## Geografía humana

### Demografía
| Gráfica de evolución demográfica de Bescarán entre 1842 y 1960 |
| |
| Población de derecho según los censos de población del INE Población de hecho según los censos de población del INEEn este censo se denominaba Bosquerán: 1842 Entre el censo de 1970 y el anterior, este municipio desaparece porque se integra en el municipio 25239 (Valles del Valira) |

## Lugares de interés
- La Cabaña del Moro: una cista dolménica situada cerca del límite con Estamariu y Aristot. La forman tres losas clavadas en el suelo, que configuran una cámara de 2,60 × 1,50 m y una mayor de hace de cubierta.
- Monasterio de Bescarán: pequeño monasterio de origen desconocido que en el 914, ya abandonado, se unió al de monasterio de San Saturnino de Tabérnolas. Solo queda el campanario de San Martín, de planta cuadrada construido entre los siglos XI y XII.[6] Tiene un total de seis pisos y los tres superiores están decorados con frisos con arquerías de estilo lombardo y ventanas geminadas, en el tercer piso las ventanas están separadas por una columna con ménsula. Está cubierto con tejado piramidal de pizarra. El campanario recuerda en estilo a los que pueden encontrarse en las iglesias románicas del Valle de Bohí.[7] No se conserva nada más del antiguo templo del monasterio, que unos muros muy derruidos de la parte del ábside donde aún se aprecian el arranque de los arcos torales.
- Casa solariega de Ca l'Albós.

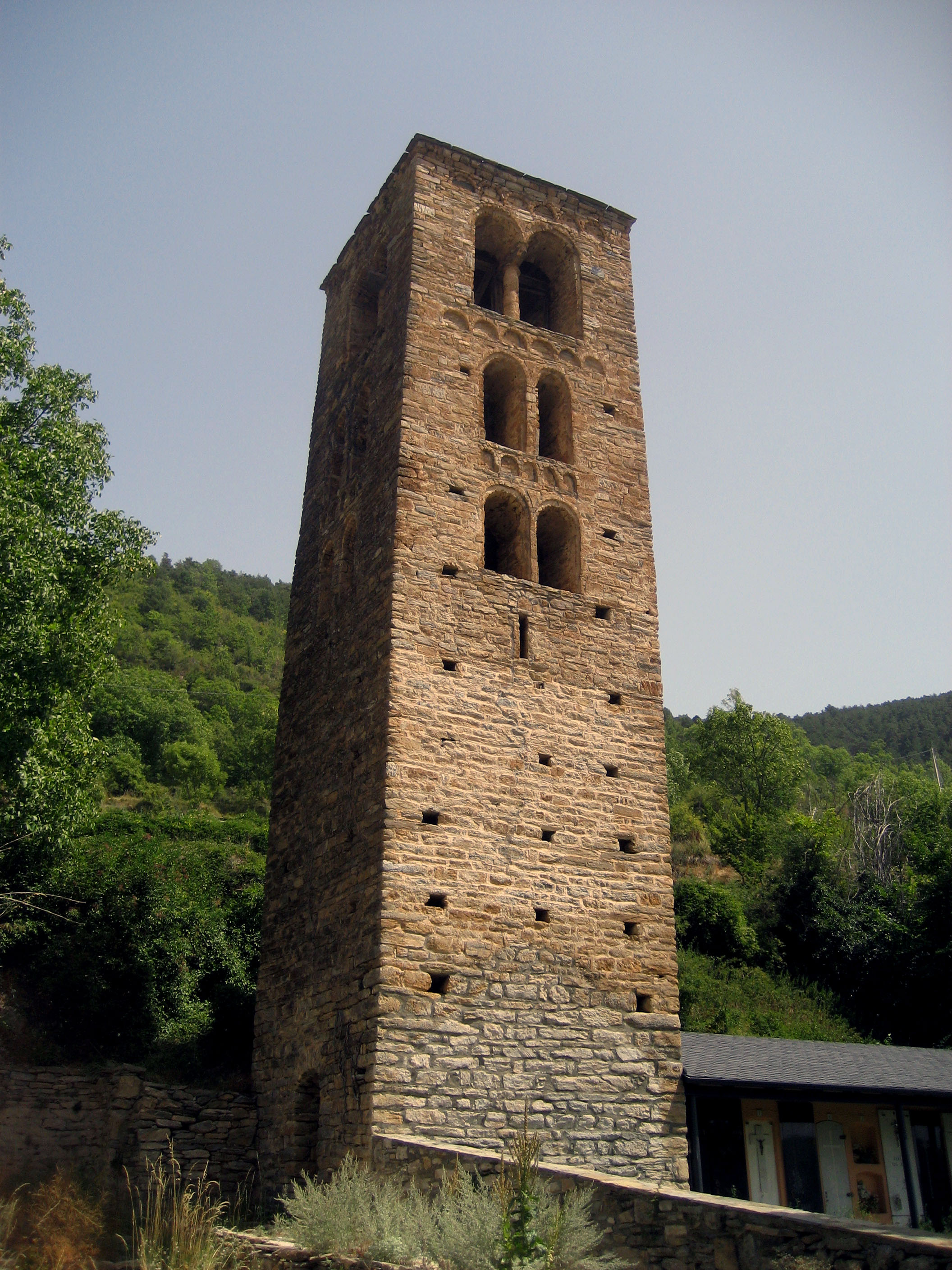
Campanario de San Martín de Bescarán.
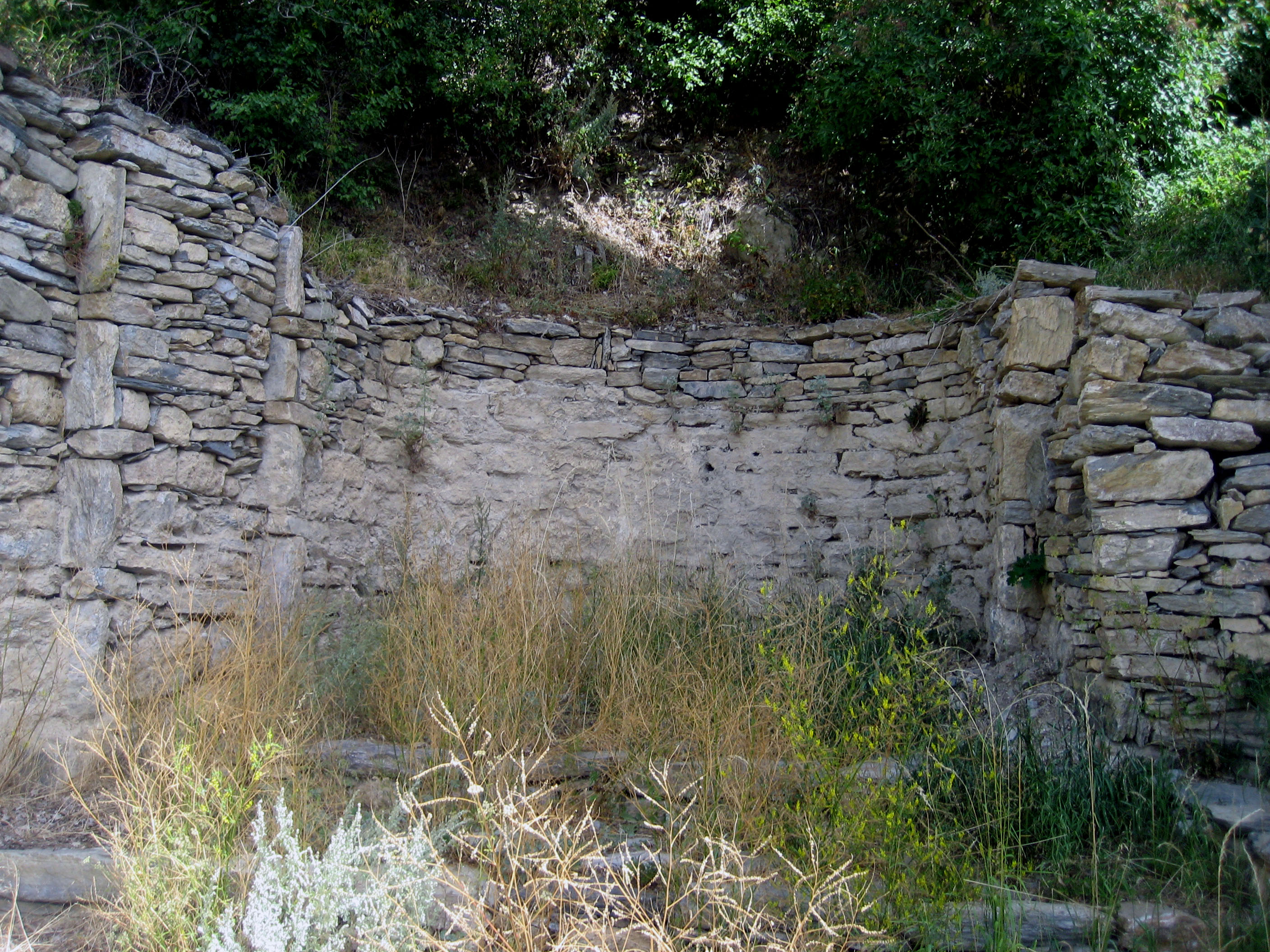
Restos del ábside de San Martín de Bescarán.